# Blatina kraj Prožure
Blatina kraj Prožure este o arie protejată (sit de importanță comunitară — SCI) din Croația întinsă pe o suprafață de 2,24 ha, integral pe uscat.

## Localizare
Centrul sitului Blatina kraj Prožure este situat la coordonatele 42°44′00″N 17°38′37″E / 42.733466°N 17.643564°E.

## Înființare
Situl Blatina kraj Prožure a fost declarat sit de importanță comunitară în iulie 2013 pentru a proteja un număr necunoscut de specii din flora spontană și fauna sălbatică aflate în arealul zonei.

## Biodiversitate
Situată în ecoregiunea mediteraneană, aria protejată conține 1 habitat natural: Ape puternic oligomezotrofe cu vegetație bentonică cu Chara spp..
La baza desemnării sitului se află un număr nedeclarat de specii protejate.